# Cynthia Carroll
Cynthia Blum Carroll (nascida em 13 de novembro de 1956) é uma empresária estadunidense. Ela era a diretora executiva da Anglo American PLC, uma mineradora sul-africana que, entre outras coisas, é a maior produtora de platina do mundo.
Em 24 de outubro de 2006, Carroll foi contratada pela Anglo American e ingressou no conselho em janeiro de 2007, tornando-se presidente-executiva no início de março de 2007. Ela presidiu o Comitê Executivo da Anglo American e fez parte do Comitê de Segurança e Desenvolvimento Sustentável. Ela foi uma das três únicas mulheres executivas das empresas FTSE 100 e a primeira não sul-africana a ocupar o cargo na Anglo American.
Em 2008, ela foi classificada pela revista Forbes como a quinta mulher mais poderosa do mundo. Ela ficou em quarto lugar em 2009 e em sétimo lugar em 2007, pela mesma lista.
Em 2009, seu salário anual na Anglo American era de £ 1.050.000, com um bônus anual de £ 319.000.
Em 26 de outubro de 2012, a Anglo American anunciou que Carroll deixaria o cargo de executiva-chefe.
Ela é diretora não-executiva da empresa B.P. desde 6 de junho de 2007.
Carroll trabalhou anteriormente para a Alcan, como presidente e diretora executiva do Primary Metal Group desde 2002. Ela ingressou na Alcan em 1989. Em janeiro de 1996, ela foi promovida a diretora administrativa da divisão Aughinish Alumina, localizada na Ilha Aughinish, Askeaton, no Condado de Limerick, na Irlanda. Antes de ingressar na Alcan, entre 1982 e 1987, ela trabalhou como geóloga de petróleo, para a Amoco, que agora faz parte da British Petroleum, trabalhando na exploração de gás e petróleo no Colorado, Alasca, Wyoming, Utah e Montana.
Ela é casada e tem quatro filhos.

## Primeiros anos e carreira
Carroll se formou no Skidmore College, em 1978, bacharel em Geologia. Possui mestrado em Geologia pela University of Kansas (1982) e mestrado em administração de empresas pela Harvard University (1989).
Em 2012, foi eleita membro da Royal Academy of Engineering.
Ela atuou anteriormente como diretora da Sara Lee e da AngloGold Ashanti Limited. Ela também faz parte dos Conselhos da Associação Americana de Alumínio e do Instituto Internacional de Alumínio.
Cynthia Carroll lançou uma série de novas iniciativas dentro do negócio, incluindo um projeto de otimização de ativos; a introdução da metodologia de gestão baseada em valor na Anglo American; e um esforço para melhorar o desempenho de segurança. Em 2007, ela fechou dois poços de platina na África do Sul após uma série de fatalidades até que a força de trabalho recebesse mais treinamento de segurança. Ela participou do Tripartite Safety Summit, em 2008, com representantes da união, do governo e da indústria para tratar de preocupações relacionadas à segurança na indústria de mineração. Desde que Cynthia Carroll assumiu como diretora executiva, a Anglo American adquiriu participações em dois projetos: de cobre Michiquillay no Peru e de Pebble nos EUA; uma empresa de carvão Foxleigh na Austrália; e o projeto de minério de ferro no Brasil, Minas-Rio.

## Críticas e polêmicas
Carroll foi atacada pessoalmente enquanto estava na Anglo American por sua responsabilidade no registro de direitos trabalhistas do conglomerado bem como por seu papel em vários projetos ambientalmente controversos conduzidos pela empresa. Carroll foi apelidada pela Grist Magazine como "Cyanide Cynthia, o maior pão-dura do mundo" por seu papel no projeto Pebble Mine no Alasca. A estratégia de Carroll para a Anglo American atraiu críticas. Alguns acionistas veem seus planos de modernização como muito radicais para uma empresa que historicamente teve um papel tão importante na economia sul-africana, enquanto outros reclamam que a empresa tem sido subgerida e que ela ainda não cumpriu suas propostas. E a recente decisão da Anglo American de suspender seus dividendos atraiu críticas. 
Carroll implementou medidas para abordar questões de segurança. A Anglo American respondeu às alegações no relatório War on Want e divulgou separadamente seu desempenho de segurança em seu relatório anual de ganhos.
O apelido da revista Grist foi posteriormente discutido em um artigo da revista Fast Company que perfilou as iniciativas de Carroll em torno do projeto Pebble Mine. Em 2007, Carroll emitiu uma série de compromissos sociais, ambientais e econômicos em nome da Pebble Partnership para atender às preocupações da comunidade local.